# Cérilly, Yonne
Cérilly är en kommun i departementet Yonne i regionen Bourgogne-Franche-Comté i norra Frankrike. Kommunen ligger i kantonen Cerisiers som tillhör arrondissementet Sens. År 2022 hade Cérilly 50 invånare.

## Befolkningsutveckling
Antalet invånare i kommunen Cérilly
| Referens: INSEE |